# كلارا ماير
كلارا ماير (بالألمانية: Klara Meyer)‏ هي ممثلة ألمانية، ولدت في 1848 في دوسلدورف في ألمانيا، وتوفيت في 1922.